# 그리고, 살아간다
《그리고, 살아간다》(일본어: そして、生きる 소시테, 이키루[*])는 일본의 텔레비전 드라마이다. WOWOW의 연속 드라마 W 시간대에서 2019년 8월 4일부터 9월 8일까지 6부작으로 방영되었다. 도호쿠 지방과 도쿄를 배경으로, 동일본 대지진의 자원봉사자로 만난 두 남녀와 자신을 둘러싼 사람들의 인생을 그린 10년간 그린 로맨틱 드라마이다. 촬영은 2019년 3월 하순부터 6월 상순에 걸쳐 이와테현 모리오카시, 미야기현 게센누마시, 도쿄도, 필리핀에서 진행되었다.
재편집해서 2019년 9월 27일에 극장판으로도 극장 공개되었다.

## 출연
- 아리무라 카스미 - 이쿠타 토코 역
- 사카구치 켄타로 - 시미즈 키요타카 역
- 강지영 - 한유리 역
- 오카야마 아마네 - 쿠보 신지 역
- 하기와라 마사토 - 사카모토 마사유키 역
- 미츠이시 켄 - 이쿠타 카즈타카 역
- 미나미 카호 - 시미즈 미에코 역